# Соверија Манели (Катанцаро)
Соверија Манели (итал. Soveria Mannelli) је насеље у Италији у округу Катанцаро, региону Калабрија.
Према процени из 2011. у насељу је живело 2328 становника. Насеље се налази на надморској висини од 740 м.

## Географија
| Клима (Соверија Манели) | Клима (Соверија Манели) | Клима (Соверија Манели) | Клима (Соверија Манели) | Клима (Соверија Манели) | Клима (Соверија Манели) | Клима (Соверија Манели) | Клима (Соверија Манели) | Клима (Соверија Манели) | Клима (Соверија Манели) | Клима (Соверија Манели) | Клима (Соверија Манели) | Клима (Соверија Манели) | Клима (Соверија Манели) |
| Показатељ \ Месец       | .Јан.                   | .Феб.                   | .Мар.                   | .Апр.                   | .Мај.                   | .Јун.                   | .Јул.                   | .Авг.                   | .Сеп.                   | .Окт.                   | .Нов.                   | .Дец.                   | .Год.                   |
| ----------------------- | ----------------------- | ----------------------- | ----------------------- | ----------------------- | ----------------------- | ----------------------- | ----------------------- | ----------------------- | ----------------------- | ----------------------- | ----------------------- | ----------------------- | ----------------------- |
| [ тражи се извор ]      |                         |                         |                         |                         |                         |                         |                         |                         |                         |                         |                         |                         |                         |

## Становништво
| 1931. | 1936. | 1951. | 1961. | 1971. | 1981. | 1991. | 2001. | 2011. |
| ----- | ----- | ----- | ----- | ----- | ----- | ----- | ----- | ----- |
| 4.937 | 4.117 | 4.553 | 3.626 | 3.282 | 3.285 | 3.613 | 3.511 | 3.137 |